# Ronde van Vlaanderen 2014/Startlijst
Onderstaand het deelnemersveld van de 98e Ronde van Vlaanderen verreden op 6 april 2014. De Zwitser Fabian Cancellara (Trek Factory Racing) kwam in Oudenaarde als winnaar over de streep. Cancellara had ook de vorige editie op zijn naam geschreven. De vijfentwintig deelnemende ploegen konden acht renners selecteren.

## Ploegen
| K = Kopman | DNF = Niet uitgereden | Vb. = Nationale kampioen op de weg 2013 |

### Trek Factory Racing
1.  Fabian Cancellara K 

2.  Stijn Devolder 

3.  Markel Irizar

4.  Jaroslav Popovytsj DNF

5.  Grégory Rast DNF

6.  Hayden Roulston  DNF

7.  Jesse Sergent DNF

8.  Jasper Stuyven

### Cannondale
11.  Peter Sagan  K

12.  Fabio Sabatini

13.  Maciej Bodnar

14.  Oscar Gatto

15.  Ted King DNF

16.  Kristjan Koren

17.  Paolo Longo Borghini

18.  Alan Marangoni

### Lotto–Belisol
21.  Kris Boeckmans DNF

22.  Stig Broeckx

23.  Kenny Dehaes DNF

24.  Pim Ligthart DNF

25.  Jürgen Roelandts K DNF

26.  Lars Ytting Bak

27.  Jens Debusschere

28.  Tony Gallopin

### Omega Pharma–Quick-Step
31.  Tom Boonen K

32.  Iljo Keisse

33.  Nikolas Maes DNF

34.  Zdeněk Štybar

35.  Niki Terpstra

36.  Matteo Trentin

37.  Guillaume Van Keirsbulck

38.  Stijn Vandenbergh

### AG2R–La Mondiale
41.  Davide Appollonio DNF

42.  Gediminas Bagdonas DNF

43.  Steve Chainel

44.  Damien Gaudin DNF

45.  Hugo Houle DNF

46.  Sébastien Minard

47.  Lloyd Mondory

48.  Sébastien Turgot

### Astana
51.  Borut Božič K

52.  Francesco Gavazzi DNF

53.  Andrij Hryvko

54.  Dmitri Groezdev DNF

55.  Daniil Fominykh DNF

56.  Valentin Iglinski DNF

57.  Arman Kamışev DNF

58.  Rwslan Tlewbajev DNF

### Belkin
61.  Lars Boom

62.  Tom Leezer

63.  Bram Tankink

64.  Maarten Tjallingii

65.  Jos van Emden

66.  Sep Vanmarcke K 

67.  Robert Wagner DNF

68.  Maarten Wynants

### BMC Racing Team
71.  Marcus Burghardt

72.  Silvan Dillier

73.  Thor Hushovd 

74.  Klaas Lodewyck DNF

75.  Taylor Phinney

76.  Manuel Quinziato

77.  Michael Schär 

78.  Greg Van Avermaet K 

### FDJ.fr
81.  William Bonnet

82.  David Boucher DNF

83.  Mickaël Delage DNF

84.  Arnaud Démare DNF

85.  Murilo Fischer DNF

86.  Mathieu Ladagnous

87.  Johan Le Bon DNF

88.  Yoann Offredo K

### Garmin–Sharp
91.  Jack Bauer

92.  Tyler Farrar

93.  Raymond Kreder DNF

94.  Sebastian Langeveld K

95.  David Millar DNF

96.  Steele Von Hoff DNF

97.  Dylan van Baarle

98.  Johan Vansummeren DNF

### Lampre–Merida
101.  Niccolò Bonifazio DNF

102.  Davide Cimolai

103.  Elia Favilli DNF

104.  Sacha Modolo DNF

105.  Andrea Palini DNF

106.  Filippo Pozzato K

107.  Maximiliano Richeze DNF

108.  Luca Wackermann DNF

### Movistar
111.  Andrey Amador

112.  Alex Dowsett DNF

113.  Imanol Erviti

114.  José Iván Gutiérrez DNF

115.  Juan José Lobato DNF

116.  Dayer Quintana DNF

117.  Jasha Sütterlin DNF

118.  Francisco Ventoso DNF

### Orica–GreenEDGE
121.  Mitchell Docker

122.  Luke Durbridge  DNF

123.  Matthew Hayman K

124.  Michael Hepburn

125.  Daryl Impey

126.  Jens Keukeleire

127.  Jens Mouris DNF

128.  Svein Tuft DNF

### Team Europcar
131.  Jérôme Cousin

132.  Antoine Duchesne DNF

133.  Jimmy Engoulvent DNF

134.  Yohann Gène DNF

135.  Tony Hurel DNF

136.  Vincent Jérôme

137.  Yannick Martinez

138.  Alexandre Pichot

### Giant–Shimano
141.  Nikias Arndt DNF

142.  Roy Curvers

143.  Koen de Kort

144.  John Degenkolb K

145.  Dries Devenyns

146.  Reinardt Janse van Rensburg

147.  Ramon Sinkeldam

148.  Bert De Backer DNF

### Katjoesja
151.  Vladimir Goesev

152.  Vladimir Isajtsjev  DNF

153.  Alexander Kristoff

154.  Aljaksandr Koetsjynski

155.  Vjatsjeslav Koeznetsov DNF

156.  Luca Paolini K

157.  Gatis Smukulis DNF

158.  Aleksej Tsatevitsj

### Team Sky
161.  Edvald Boasson Hagen K

162.  Bernhard Eisel

163.  Christian Knees

164.  Salvatore Puccio

165.  Gabriel Rasch DNF

166.  Luke Rowe

167.  Geraint Thomas

168.  Bradley Wiggins

### Team Saxo–Tinkoff
171.  Daniele Bennati DNF

172.  Manuele Boaro DNF

173.  Matti Breschel DNF

174.  Christopher Juul-Jensen

175.  Michael Kolář DNF

176.  Karsten Kroon

177.  Nicki Sørensen

178.  Nikolaj Troesov DNF

### Androni Giocattoli–Venezuela
181.  Marco Bandiera

182.  Omar Bertazzo DNF

183.  Patrick Facchini DNF

184.  Johnny Hoogerland  DNF

185.  Antonino Parrinello DNF

186.  Jackson Rodríguez DNF

187.  Nicola Testi DNF

188.  Andrea Zordan DNF

### Cofidis, Solutions Crédits
191.  Edwig Cammaerts DNF

192.  Julien Fouchard DNF

193.  Egoitz García

194.  Gert Jõeäär

195.  Cyril Lemoine

196.  Adrien Petit DNF

197.  Florian Sénéchal DNF

198.  Romain Zingle DNF

### IAM Cycling
201.  Sylvain Chavanel K

202.  Martin Elmiger DNF

203.  Kevyn Ista DNF

204.  Sébastien Hinault DNF

205.  Dominic Klemme DNF

206.  Roger Kluge

207.  Jérôme Pineau

208.  Aleksejs Saramotins  DNF

### MTN–Qhubeka
211.  Gerald Ciolek K DNF

212.  Songezo Jim DNF

213.  Ignatas Konovalovas

214.  Martin Reimer DNF

215.  Johann van Zyl DNF

216.  Andreas Stauff DNF

217.  Jay Thomson 

218.  Jaco Venter DNF

### Team Netapp–Endura
221.  Jan Bárta 

222.  Sam Bennett DNF

223.  Zak Dempster

224.  Blaž Jarc DNF

225.  Ralf Matzka DNF

226.  Andreas Schillinger DNF

227.  Michael Schwarzmann DNF

228.  Scott Thwaites

### Topsport Vlaanderen–Baloise
231.  Tim Declercq DNF

232.  Yves Lampaert DNF

233.  Edward Theuns DNF

234.  Tom Van Asbroeck

235.  Preben Van Hecke

236.  Kenneth Vanbilsen

237.  Zico Waeytens

237.  Jelle Wallays DNF

### Wanty–Groupe Gobert
241.  Laurens De Vreese

242.  Jempy Drucker DNF

243.  Tim De Troyer DNF

244.  Wesley Kreder DNF

245.  Björn Leukemans K

246.  Mirko Selvaggi

247.  James Vanlandschoot

248.  Frederik Veuchelen DNF

## Afbeeldingen

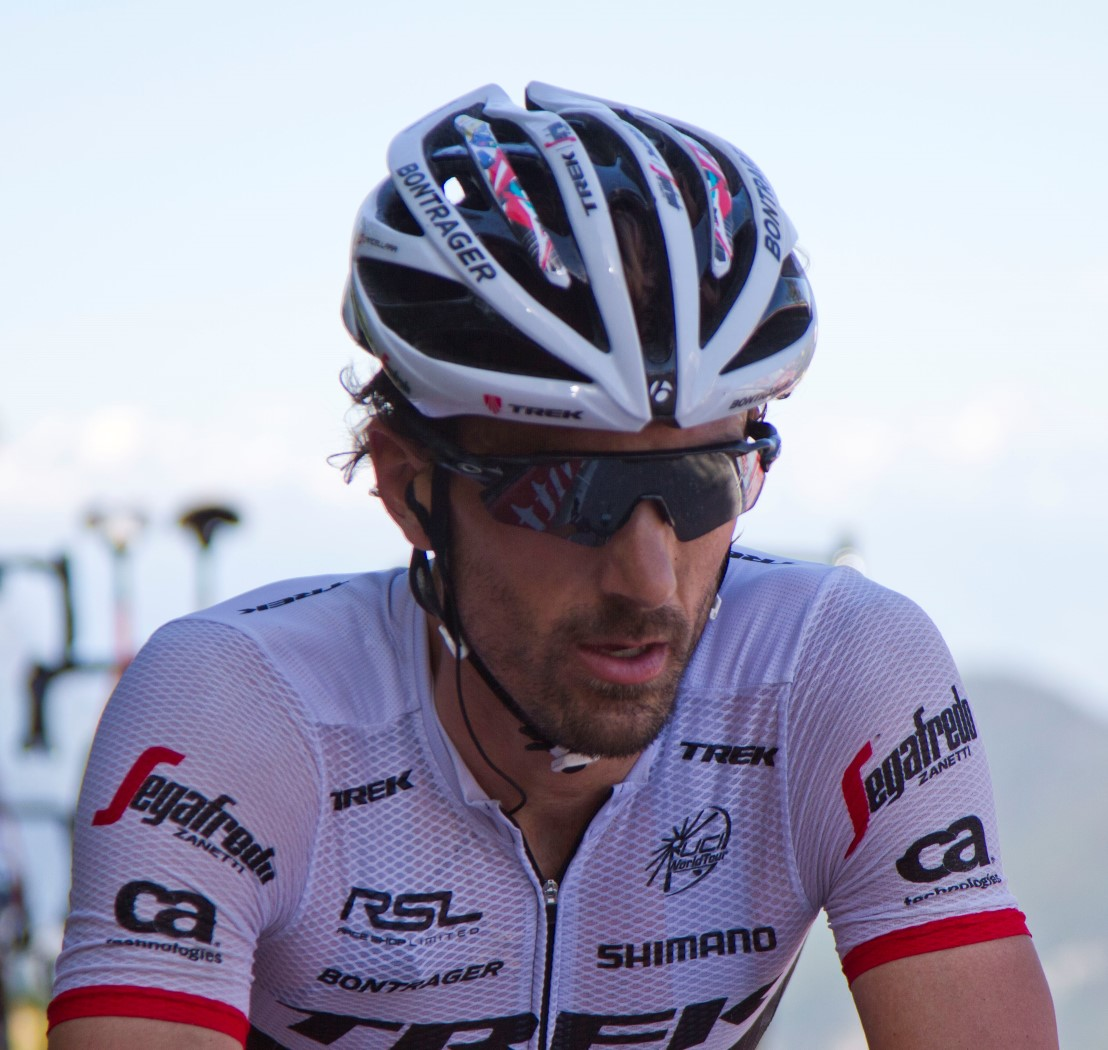
Fabian Cancellara, Ronde van Frankrijk 2016
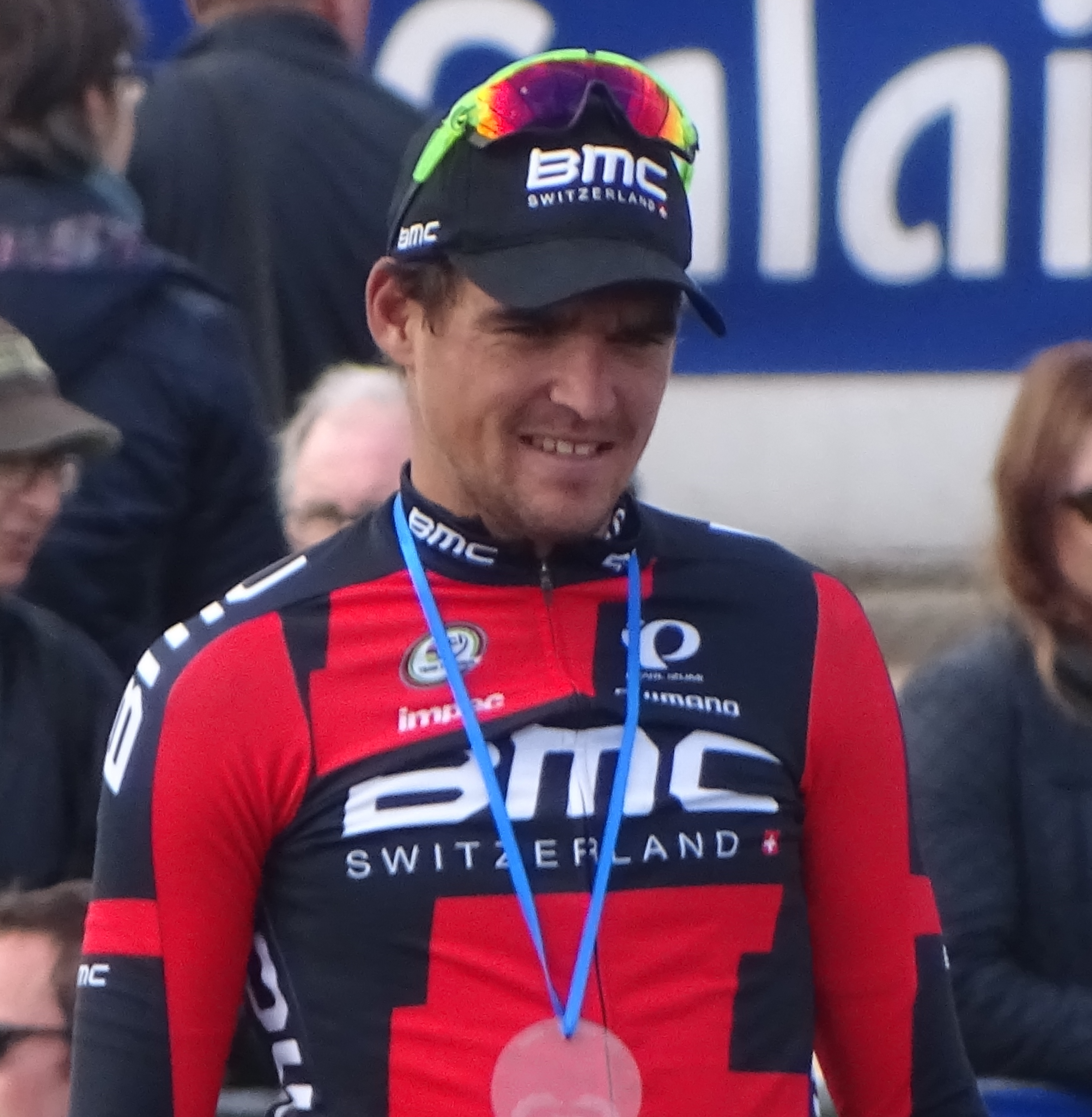
Greg Van Avermaet, Parijs-Roubaix 2015
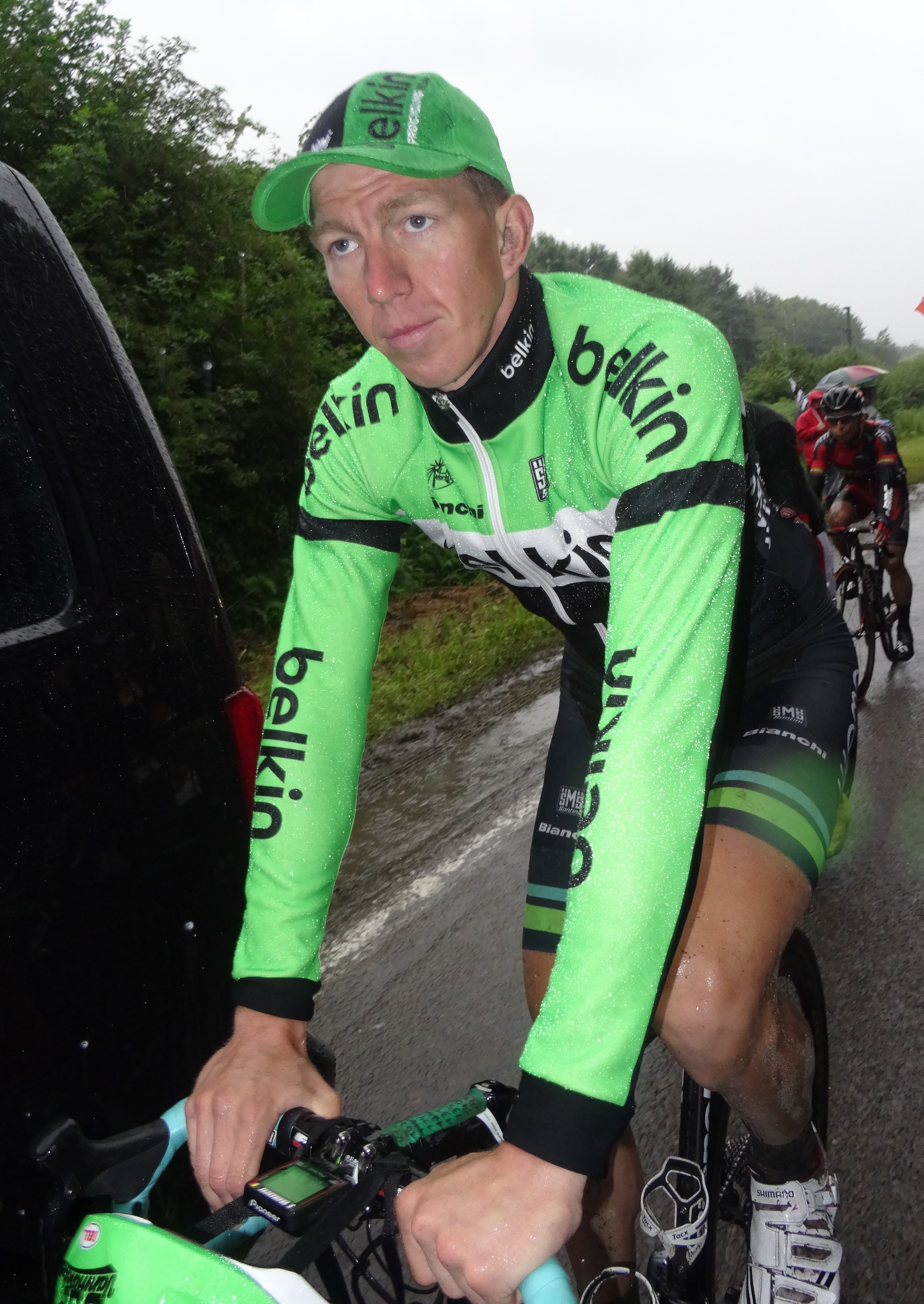
Sep Vanmarcke, Ronde van Frankrijk 2014
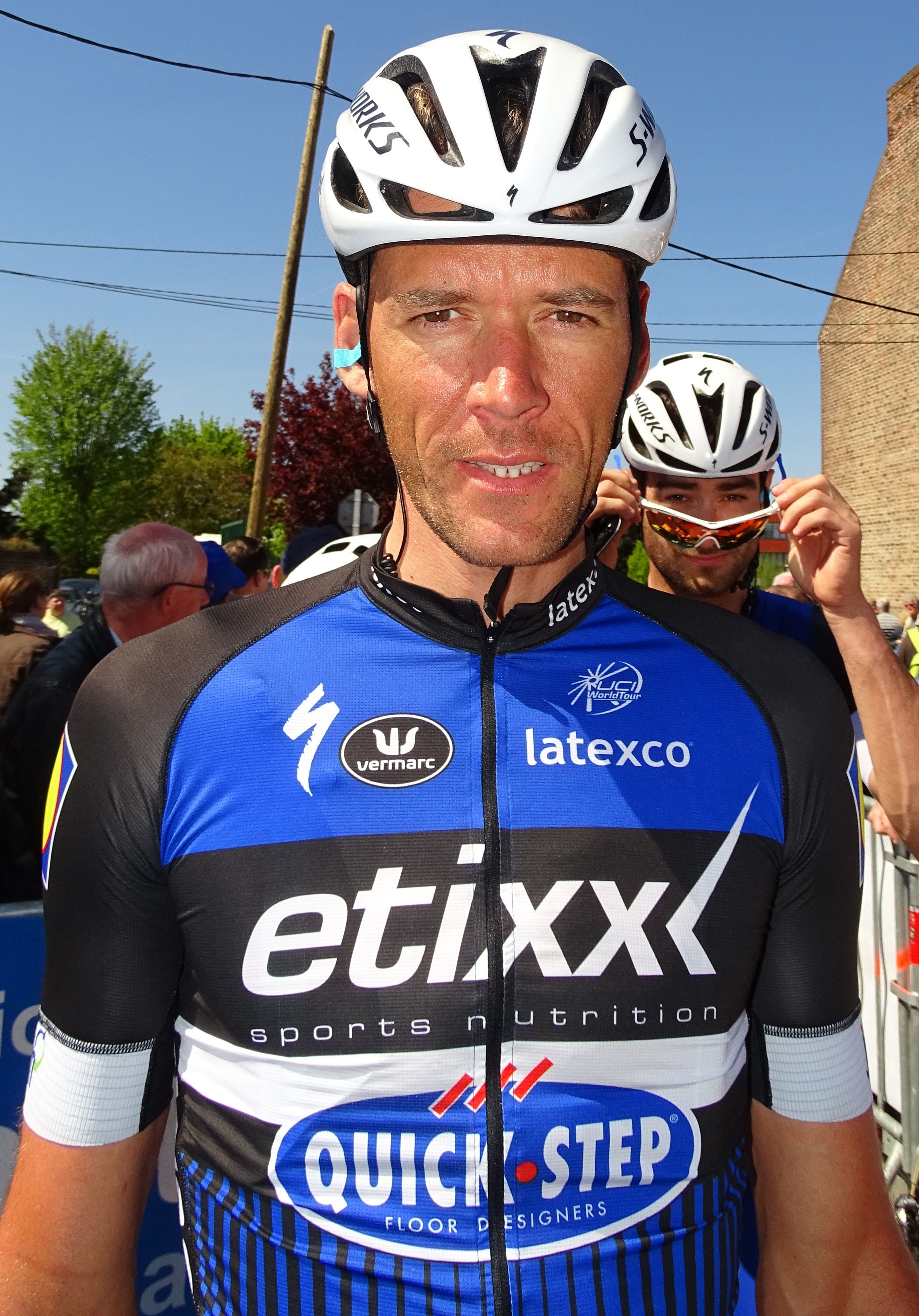
Stijn Vandenbergh, Vierdaagse van Duinkerke 2016
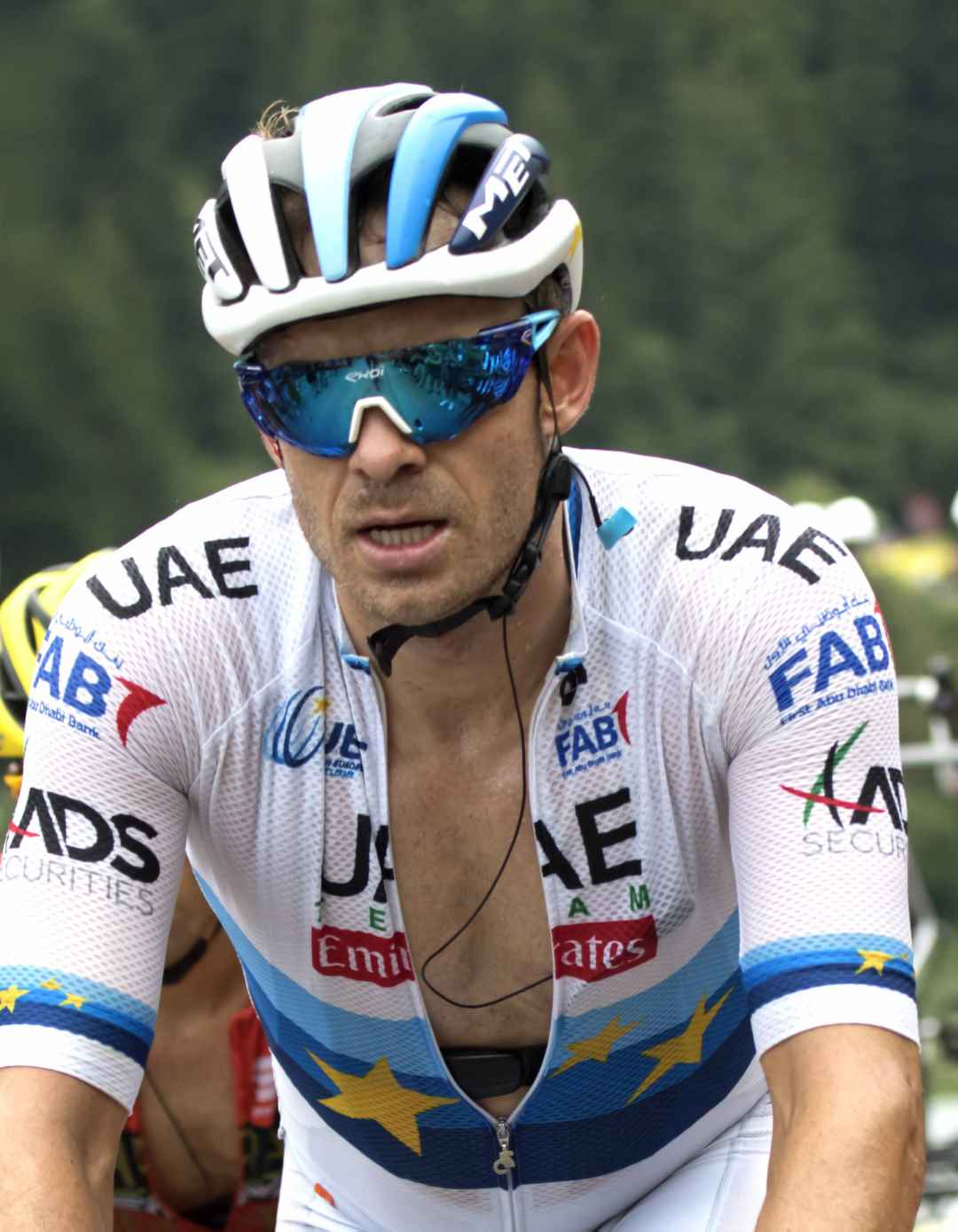
Alexander Kristoff, Ronde van Frankrijk 2018
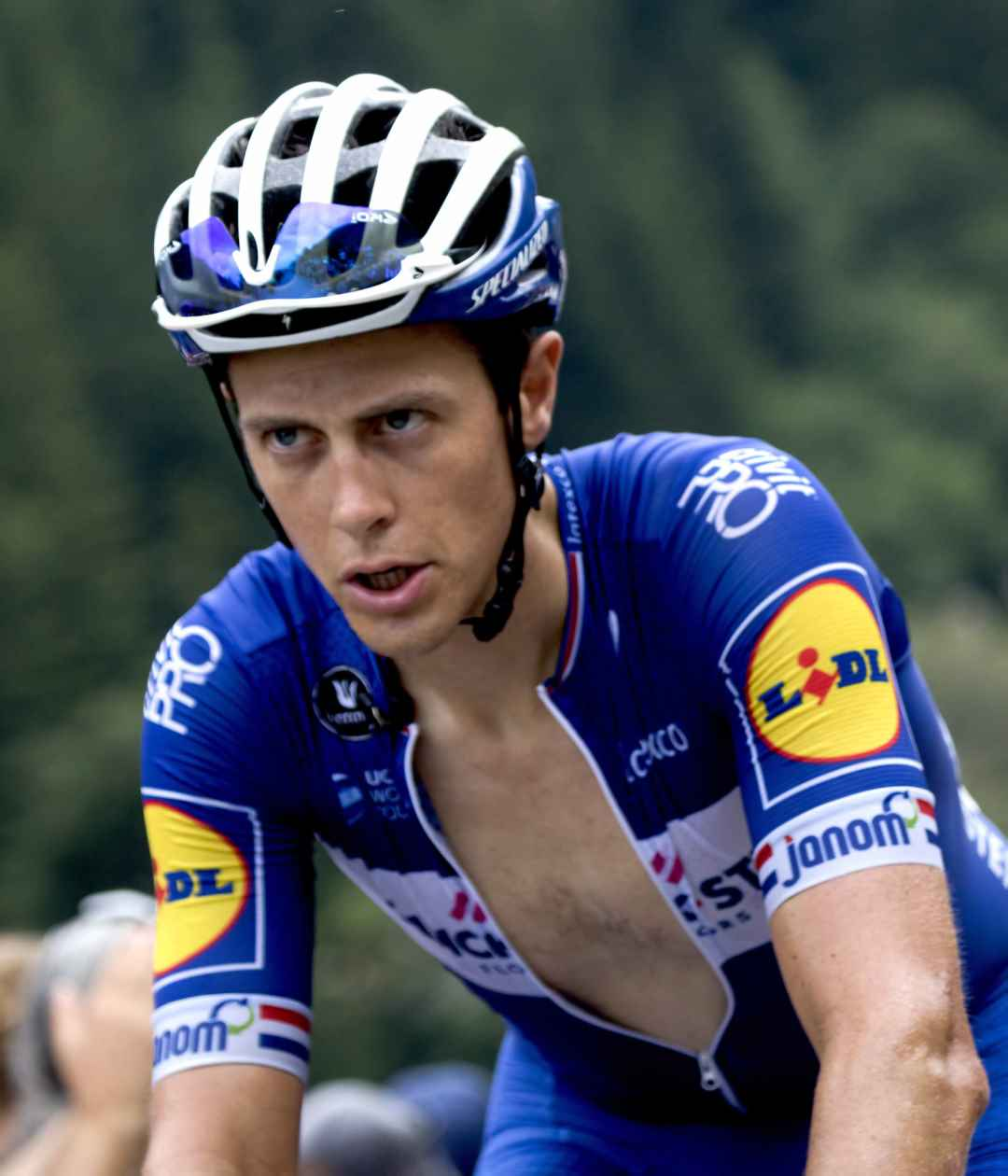
Niki Terpstra, Dwars door Vlaanderen 2014
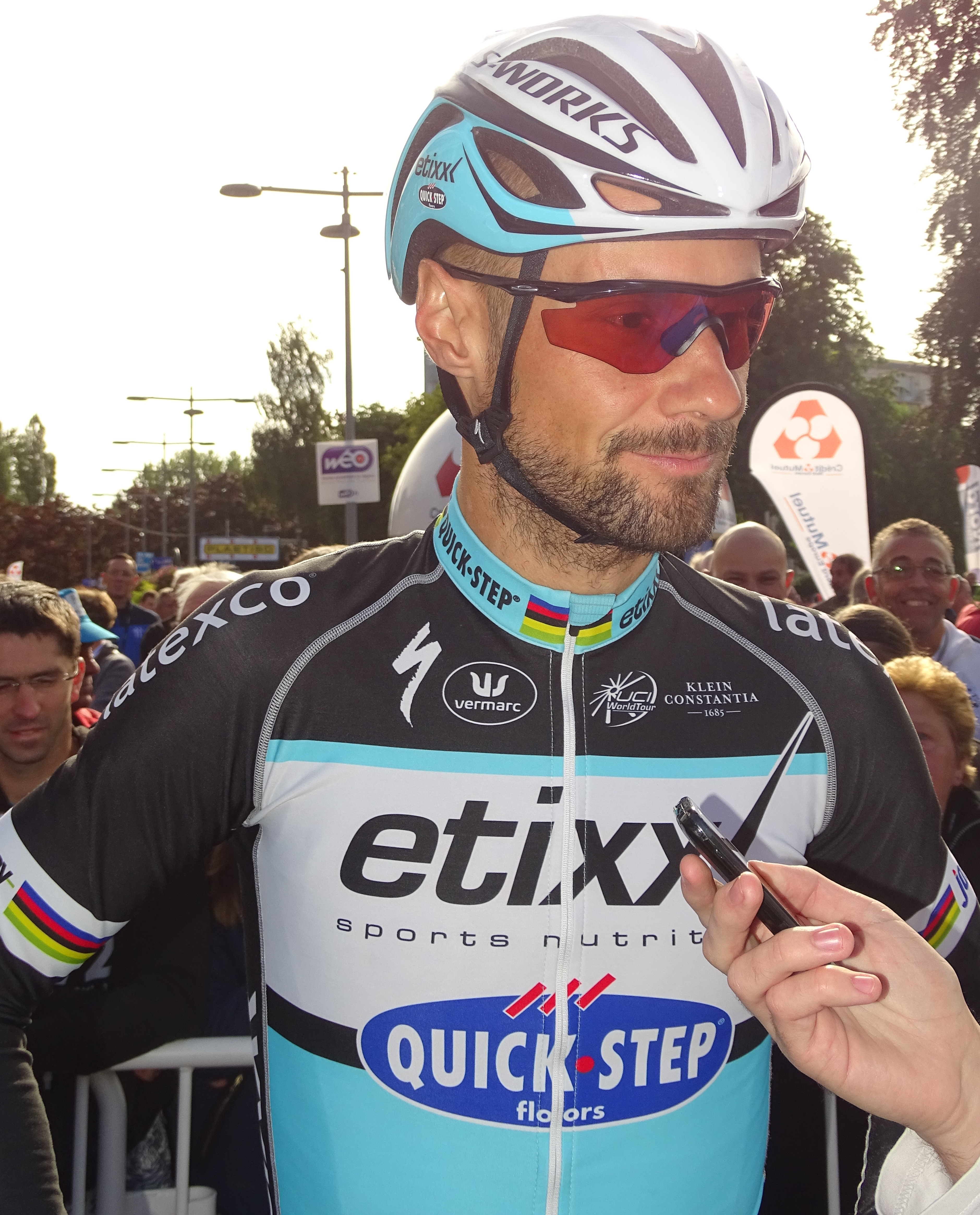
Tom Boonen, GP Fourmies 2015
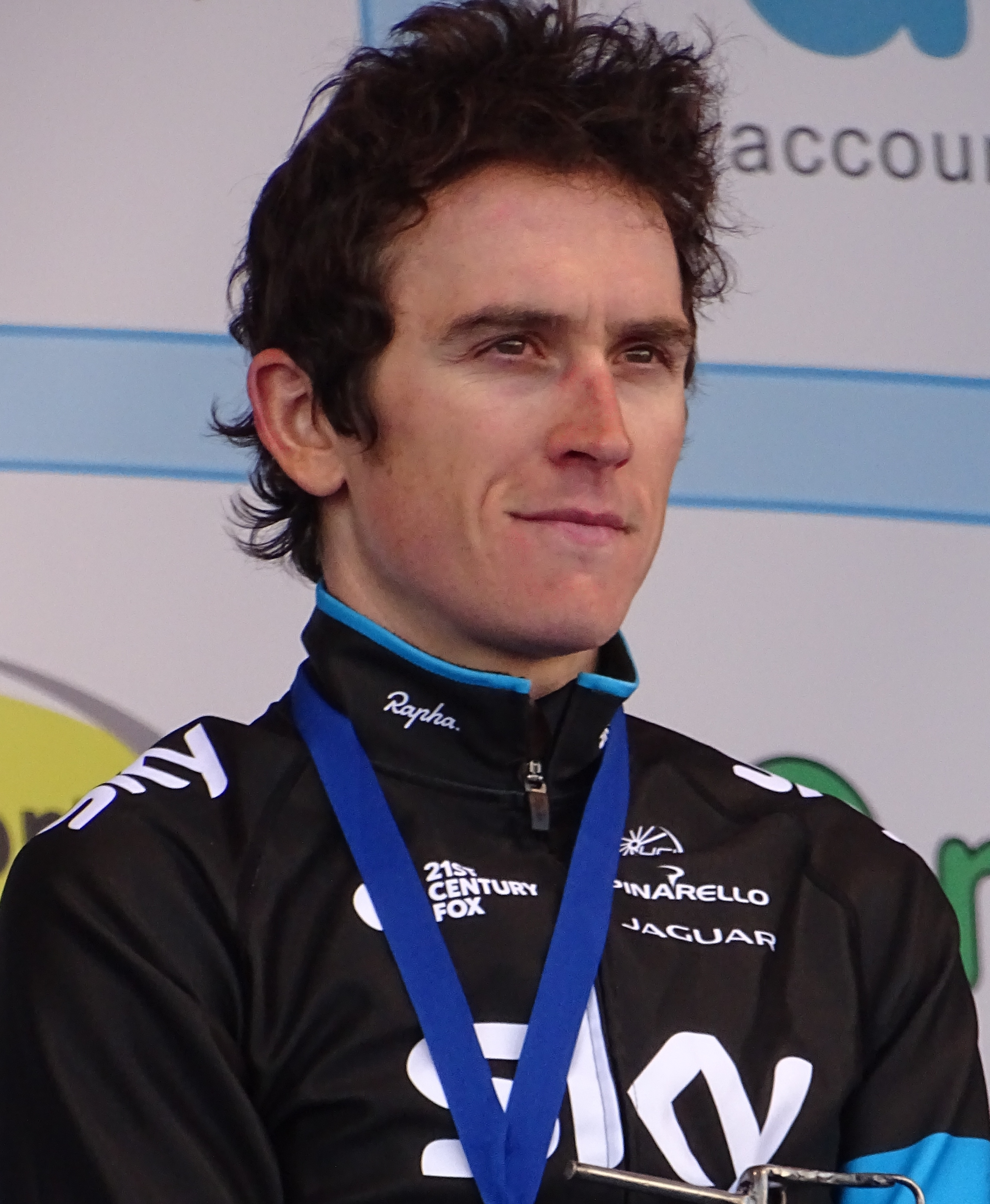
Geraint Thomas, E3 Harelbeke 2015
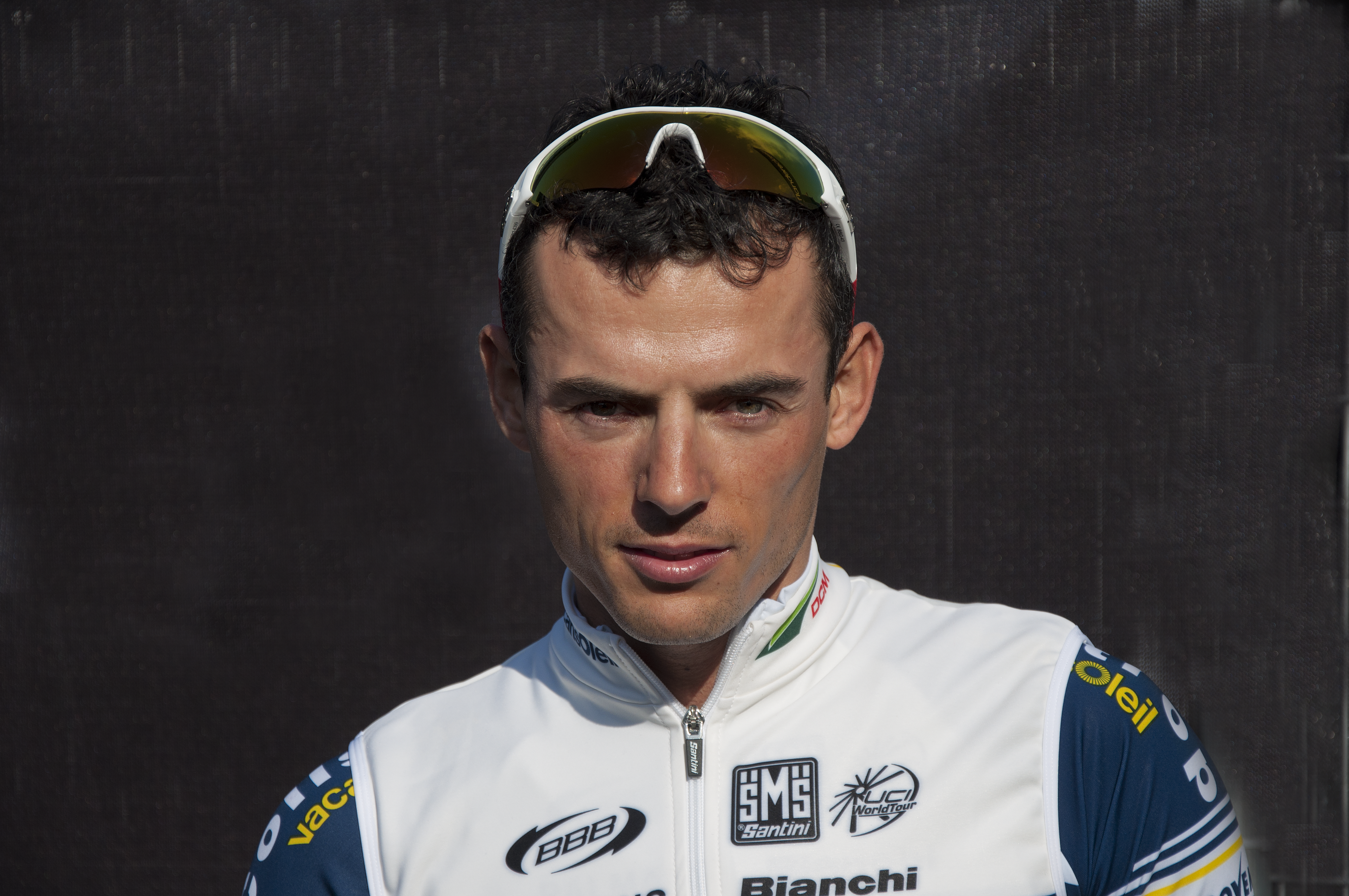
Björn Leukemans, Omloop Het Nieuwsblad 2012
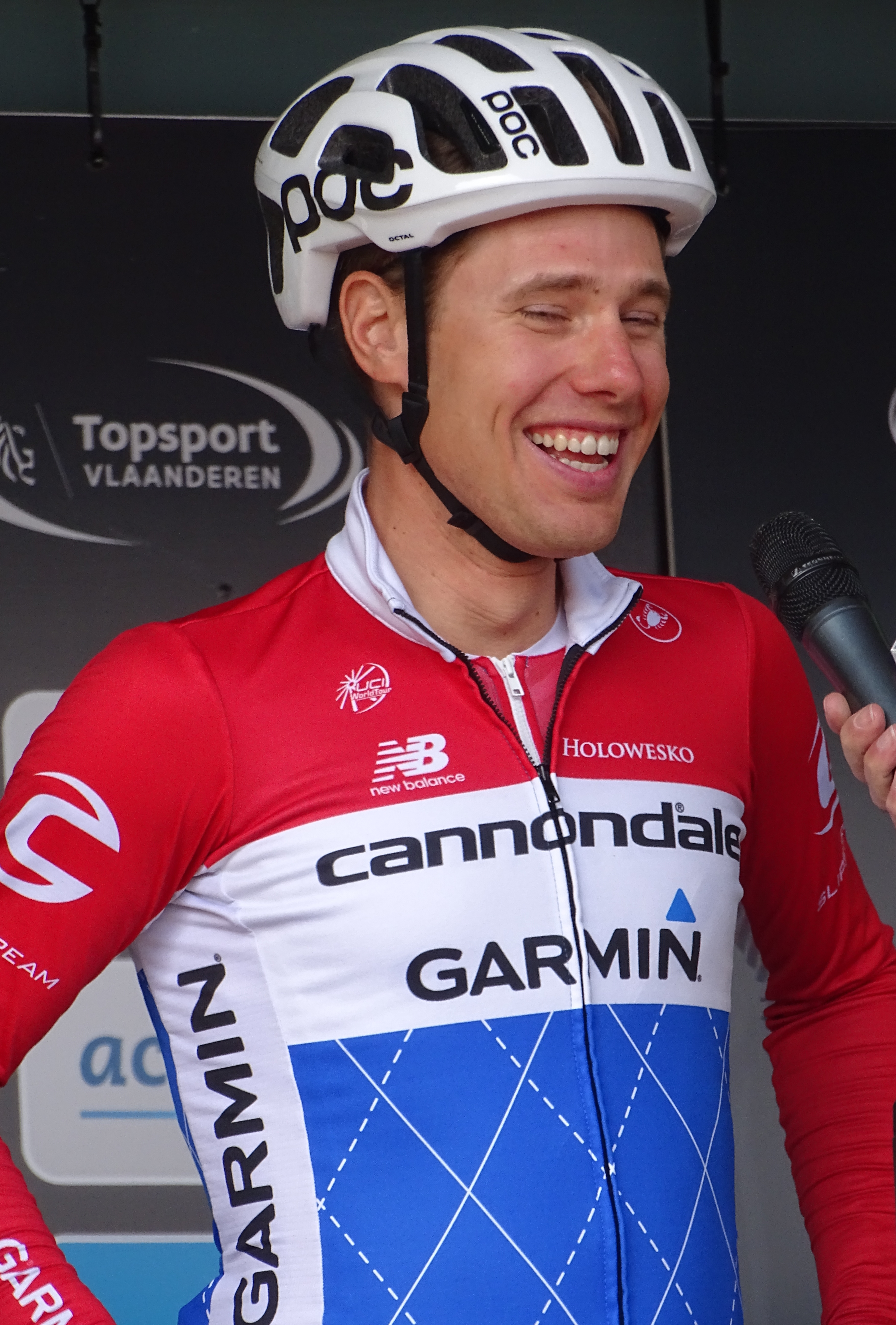
Sebastian Langeveld, Scheldeprijs 2015

1913 · 
1914 · 
1915 · 
1916 · 
1917 · 
1918 · 
1919 · 
1920 · 
1921 · 
1922 · 
1923 · 
1924 · 
1925 · 
1926 · 
1927 · 
1928 · 
1929 · 
1930 · 
1931 · 
1932 · 
1933 · 
1934 · 
1935 · 
1936 · 
1937 · 
1938 · 
1939 · 
1940 · 
1941 · 
1942 · 
1943 · 
1944 · 
1945 · 
1946 · 
1947 · 
1948 · 
1949 · 
1950 · 
1951 · 
1952 · 
1953 · 
1954 · 
1955 · 
1956 · 
1957 · 
1958 · 
1959 · 
1960 · 
1961 · 
1962 · 
1963 · 
1964 · 
1965 · 
1966 · 
1967 · 
1968 · 
1969 · 
1970 · 
1971 · 
1972 · 
1973 · 
1974 · 
1975 · 
1976 · 
1977 · 
1978 · 
1979 · 
1980 · 
1981 · 
1982 · 
1983 · 
1984 · 
1985 · 
1986 · 
1987 · 
1988 · 
1989 · 
1990 · 
1991 · 
1992 · 
1993 · 
1994 · 
1995 · 
1996 · 
1997 · 
1998 · 
1999 · 
2000 · 
2001 · 
2002 · 
2003 · 
2004 · 
2005 · 
2006 · 
2007 · 
2008 · 
2009 · 
2010 · 
2011 · 
2012 · 
2013 · 
2014 · 
2015 · 
2016 · 
2017 · 
2018 · 
2019 · 
2020 · 
2021 · 
2022 · 
2023 · 
2024
Lijst van beklimmingen